# Gallträsk

Gallträsk är den enda sjön i Grankulla stad (kommun) i huvudstadsregionen i Finland. Arean på sjön är 11,7 hektar. Medeldjupet är 1 m. Sjön avrinner (9 l/s) från nordöstra ändan via en bäck, Klappträsk, Långträsk och Esbo å till Esboviken (i Finska viken). Arean är 11,2 hektar och strandlinjen är 1,62 kilometer lång. Sjön  ingår i Finska vikens kustområde. 

## Historia
För 7 200 år sedan blev Gallträsk en egen sjö, då den isolerades från Östersjön. I flera årtusenden låg sjön och marken däromkring tämligen orörd. Exploateringen av marken kom igång då Aktiebolaget Grankulla år 1906 började sälja tomter. Sjön kom att utgöra kärnan i den blivande villastaden. Gallträsk var då en sjö med bra vattenkvalitet och därför ett populärt badställe med grunda stränder och rent vatten. Långväga gäster kom med tåg från Helsingfors; Grankulla järnvägsstation ligger ca 600 m söder om sjön.
Befolkningstätheten ökade på 1920-talet varmed utsläppet av avfallsvatten i sjön ökade mycket kraftigt. Kemikalier från en närbelägen ackumulatorfabrik rann i sjön. Dessa faktorer bidrog till att sjön förorenades starkt och Grankulla köping tvingades att utfärda badförbud på 1950-talet. Belastningen inledde en övergödningsprocess, som ledde till att bottensedimentet blev tjockare och vattendjupet blev därmed mindre.
I Grankulla fästes år 1967 uppmärksamhet på allvar vid tillståndet för sjön. Köpingen lät göra en undersökning och det visade sig att tillståndet för sjön var dåligt. Resultatet av denna första undersökning ledde till att avfallsvattenutsläppen upphörde i sjön på 1970-talet. Trots att avfallsutsläppen minskade till det minimala fortsatte övergödningen på grund av den inre belastningen.

## Nuläge
Till dags dato är tillståndet för Gallträsk bättre än för 30 år sedan.[när?] Kväve- och fosforhalten i sjövattnet har minskat avsevärt. Tungmetallhalterna har minskat i bottensedimentet. Endast zinkhalterna i västra ändan av sjön överstiger gränsvärdet. Bly-, kvicksilver-, kadmium- och kopparhalterna överstiger något gränserna för riktvärdet.
I dag är Gallträsk en viktig "oas" för invånarna i staden, och i en enkät i Grankullas lokaltidning KaunisGrani är Gallträsk överlägset invånarnas bästa favoritställe i Grankulla. I oktober 2006 inledde staden ett försök till att restaurera sjön. Vattenväxter med rötter avlägsnas ur sjön och bottensedimentet sugmuddras. Slammet samlas i s.k. geotuber. Det uppsugna slammet torkas över vintern i geotuberna på den norra stranden vid Gallträsk. År 2007 fraktas tuberna med innehållet bort. Om försöket lyckas, så kommer geotubsmetoden att användas även vid framtida muddringsarbeten i Gallträsk .